# Burkard Sievers
Burkard Sievers (* 29. Juli 1942 in Kiel; † 2. Mai 2022 in Solingen) war ein deutscher Wirtschafts- und Sozialwissenschaftler.

## Leben
Nach der Promotion 1972 in Bielefeld wurde er 1975 an der PH Münster Privatdozent, Professor in Dortmund 1976 und in Wuppertal 1977. Die Emeritierung erfolgte 2007.

## Schriften (Auswahl)
- Geheimnis und Geheimhaltung in sozialen Systemen. Opladen 1974, ISBN 3-531-11256-2.
- Organisationsentwicklung als Problem, Stuttgart, 1977, ISBN 3-12-907260-8.
- Work, death and life itself. Essays on management and organization. Berlin 1994, ISBN 3-11-013869-7.